# Nogoyá (departement)
Nogoyá is een departement in de Argentijnse provincie Entre Ríos. Het departement (Spaans: departamento) heeft een oppervlakte van 4.282 km² en telt 38.840 inwoners. Analfabetisme is 3,3% in 2001.

## Plaatsen in departement Nogoyá
- Aldea San Miguel
- Aranguren
- Betbeder
- Crucesitas Octava
- Crucesitas Séptima
- Crucesitas Tercera
- Distrito Chiqueros
- Distrito Sauce
- Don Cristóbal Primero
- Don Cristóbal Segundo
- Febre
- Hernández
- Justo José de Urquiza
- Laurencena
- Lucas González
- Nogoyá
- Veinte de Setiembre